# Fundación de los Derechos Humanos de Turquía

Logo de la fundación.

La Fundación de Derechos Humanos de Turquía (FDHT) (en turco: Türkiye İnsan Hakları Vakfı: Türkiye İnsan Hakları Vakfı,
TİHV) tiene sede en Ankara. La organización está comprometida a tratar supervivientes de tortura y documenta las violaciones de los derechos humanos.

## Historia y premios
La FDHT estuvo establecida en 1990 por la iniciativa de la Asociación de Derechos humanos (ADH). Junto a la ADH 32 personas se convirtieron en los fundadores del FDHT. Oficinas para el tratamiento de supervivientes de tortura han sido instaladas en Ankara, Estambul, Izmir, Adana y Diyarbakir. La FDHT no acepta dinero de instituciones que contribuyen a las violaciones de los derechos humanos. El trabajo de la FDHT se mantiene con un número grande de voluntarios y donaciones de personas. Entre las distintas instituciones nacionales e internacionales que apoya la FDHT están: la ONU, el Consejo de Europa, la Cruz Roja y la amnistía Internacional.

## Tratamiento de Víctimas de Tortura
El tratamiento de supervivientes de tortura en los cinco centros (también llamadas "oficinas representativas") es libre de cargo. A finales del año 2006 el número de supervivientes de tortura tratada había llegado a 10,786. La estadística está presentada en informes anuales. Actualmente los informes desde 1999 están disponible en línea, pero hasta ahora sólo en turco.

## Centro de documentación
El Centro de Documentación es en Ankara. Las violaciones de los derechos humanos están documentadas en boletines diarios, mensuales, anuales e informes especiales. Los informes están publicados en turco e inglés. Desde marzo de 2007 los informes diarios pueden ser evaluados en la página principal de la FDHT.

## Publicaciones
- Informes anuales 1990-2006 (turcos)
- Informes anuales 1990-1996 (ingleses)
- Informes anuales 1997-2003, 2005 (traducidos)
- Informes anuales de los Centros de Tratamiento (hasta 2006 en turcos)
- Informes anuales de los Centros de Tratamiento (hasta 2005 en ingleses)

### Informes especiales (Libros)
- Archivo encima Tortura – Muertes en Sitios de Detención o Prisiones 12 de septiembre de 1980 – 1994 (turco-inglés), segunda edición hasta 1985
- El Informe en los Servicios de Salud y los problemas de Personal de Salud en el Sureste (ingleses)
- Libertad de Expresión y Migración (turcos)
- FDHT Encima Prueba 1998 (turco)
- Manuel en la Investigación Eficaz y Documentación de Tortura y Otro Cruel, Tratamiento Inhumano o Degradante o Castigo @– Protocolo de Estambul (turco-inglés)
- Tortura e Impunidad 2005 (turcos-ingleses)